# Georges Mathias
Georges Amédée Saint-Clair Mathias (París, 14 d'octubre de 1826 – París, 14 d'octubre de 1910) fou un compositor francès, pianista i professor.
Tingué per mestres de piano en Chopin i Kalkbrenner i de composició a Halévy. El 1862 fou nomenat professor de piano del Conservatori de París, càrrec que desenvolupà durant trenta-un anys. Durant aquest temps, va tenir diversos alumnes, on destaquen Paul Dukas, Maria Teresa Carreño o Ernesto Elorduy.
Entre les seves nombroses composicions s'hi compta una simfonia a gran orquestra, les obertures Hamlet i Mazeppa, poema simfònic; Esquisses, Camp de bohemiens, fantasia; Jeanne d'Arc, escena lírica, Prométhée enchainé i Olaf, per a cor i orquestra, trios, sonates, gran nombre de composicions per a piano, un O salutaris, 25 melodies per a cant i piano. A més publicà 24 Estudis d'estil i mecanisme.